# Institut Espanyol d'Estudis Estratègics
L'Institut Espanyol d'Estudis Estratègics (IEEE) és el centre de recerca i pensament del Ministeri de Defensa d'Espanya en el nivell estratègic polític-militar responsable de coordinar, impulsar i difondre l'acció cultural d'aquest ministeri.
L'IEEE va néixer l'any 1970 tenint com a referències a l'Institut Internacional d'Estudis Estratègics, de Londres, civil i privat; a l'Institut d'Alts Estudis de Defensa Nacional, de París, oficial i civil, i a l'Institut de Defensa Nacional (IDN) de Lisboa, oficial sota direcció militar.
Cal destacar de les seves publicacions els Cuadernos de Estrategia, el Panorama Estratégico, els Documentos informativos, Documentos de opinión i Documentos de análisis.